# Daniel Cousin
Daniel Cousin (n. 2 februarie 1977 în Libreville, Gabon) este un fotbalist de origine franceză și gaboneză. El evoluează pe postul de atacant.

## Carieră la echipa de club

### În Franța
Familia Cousin s-a mutat în Franța când Daniel avea doar 3 ani. El a jucat în Franța la echipele modeste Martigues și Chamois Niort. A jucat apoi la Le Mans între anii 2000-2004 și la RC Lens între anii 2004-2007.

### Glasgow Rangers
Pe 9 august 2007, Cousin a semnat un contract pe 3 ani cu echipa de pe Murray Park, Glasgow Rangers care a plătit pentru el 750000 de lire sterline. Cousin a marcat primul său gol pentru Rangers pe 11 august 2007 în victoria 2-0 cu împotriva lui St. Mirren, apoi după o săptămână a înscris 2 goluri în meciul cu Falkirk. Cousin a înscris la întoarcerea în Franța pentru meciul cu Olympique Lyon din UEFA Champions League. Rangers a învins-o pe Lyon. Pe 7 noiembrie 2007, s-a speculat pe tema unei despărțiri a lui Cousin de Rangers. Clubul a negat, dar în ianuarie 2008 Fulham a obținut transferul lui Cousin. Transferul nu s-a produs însă fiindcă FIFA nu a permis tranferul. Pe 1 mai 2008, Cousin a fost eliminat în partida cu Fiorentina din semifinala Cupei UEFA. Deși a jucat fără Cousin, Rangers a câștigat partida la penaltyuri. Pe 31 august, Cousin a marcat primul gol în noul sezon și a fost din nou eliminat pentru cumul de cartonașe galbene. Acesta a fost ultimul meci al lui Cousin la Glasgow Rangers.

### Hull City
Pe 1 septembrie 2008, Cousin a semnat un contract pe 3 ani cu echipa engleză Hull City cu un salariu de 1,5 milioane de lire sterline. Cousin a înscris primul său gol pentru Hull City pe 27 septembrie 2008, pe Emirates împotriva lui Arsenal. Hull City a învins-o pe Arsenal cu 2-1, golul său fiind decisiv. A mai înscris pe Old Trafford împotriva lui Manchester United și apoi pe teren propriu împotriva lui Manchester City.

## Carieră internațională
Cousin a debutat pentru naționala Gabonului pe 23 ianuarie 2000 când Gabonul a fost învins cu 3-1 de către Africa de Sud. A participat la Cupa Africii pe Națiuni din 2000. Pe 2 septembrie 2006 a fost căpitanul echipei sale în victoria cu 4-0 împotriva Madagascarului.